# Harrisia hurstii
Harrisia hurstii är en kaktusväxtart som beskrevs av W.T. Marshall. Harrisia hurstii ingår i släktet Harrisia och familjen kaktusväxter. Inga underarter finns listade i Catalogue of Life.